# آلت بنبک
الت بنبک (به آلمانی: Alt Bennebek) یک شهر در آلمان است که در شلسویگ-هولشتاین واقع شده‌است.

## خصوصیات
الت بنبک ۱۴٫۰۹ کیلومترمربع مساحت دارد ۲ متر بالاتر از سطح دریا واقع شده‌است.